# Air India
A Air India (em hindi एअर इंडिया) é uma companhia aérea da Índia, sendo a maior e mais antiga companhia aérea do país, junto com a Indian Airlines, uma das duas companhias estatais que atuam neste setor.
Possui uma Frota de Boeings e Airbus que servem a África, Ásia, Europa e América do Norte. É a 16ª maior companhia aérea da Ásia e sua sede fica em Mumbai.

## Frota
Coma date de 15 de Fevereiro de 2018 a Air India tem 123 aeronaves :
| Aeronave                    | Total | Pedidos | Passageiros    |
| --------------------------- | ----- | ------- | -------------- |
| Airbus A319                 | 22    | -       |                |
| Airbus A320-200             | 17    | -       |                |
| Airbus A320Neo              | 16    | 4       |                |
| Airbus A321-200             | 20    | -       |                |
| Boeing 747-400              | 04    | -       | 423(12/26/385) |
| Boeing 777-200LR Worldliner | 03    | 0       | 238(08/35/195) |
| Boeing 777-300ER            | 14    | 03      | 342(04/35/303) |
| Boeing 787-8 Dreamliner     | 27    |         |                |
| Total                       | 123   | 4       |                |

## Voo mais longo do mundo sem escalas

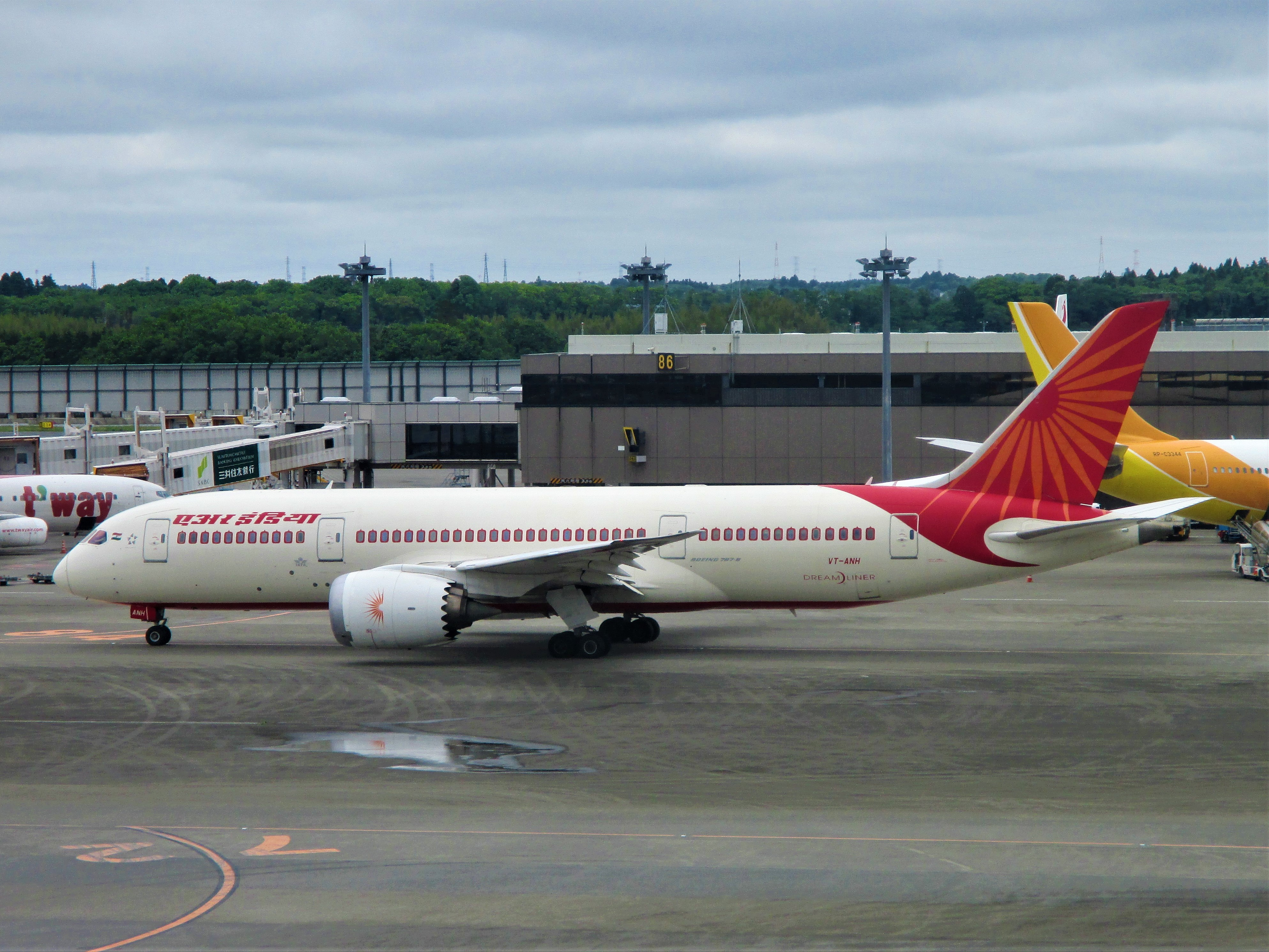
Boeing 787-8 da Air India.

A Air India lançou em outubro de 2016 o voo mais longo do mundo sem escalas, uma ligação aérea entre Nova Deli, na Índia, e São Francisco, nos Estados Unidos. O voo de 15 300 quilómetros demora cerca de 14 horas e 30 minutos.

## Air-India Express
Air-India Express é uma subsidiária de baixo custo da companhia Air India que foi criada em 2005 durante o "boom" da aviação em Portugal. Ela opera serviços regulares de passageiros principalmente para o Golfo e Sudeste Asiático. A empresa opera uma frota de Boeing Next Generation 737-800.

## Cabine

### Airbus A330-200
Ambas as aeronaves A330-200 são aeronaves ex-Novair e confguração interior da Novair.

### Boeing 747
Os Boeing 747-400s são configurados em uma configuração de três classes com um novo interior. A primeira classe apresenta um assento liso, e o assento pode reclinar 180 graus. A classe Business também tem assentos premium, com reclinação acrescentada e amortecimento. A classe econômica apresenta 32–34 cm altura do assento.

### Boeing 777
Air India opera variantes do Boeing 777 - o Boeing 777-200, Boeing 777-200ER, Boeing 777-200LR Worldliner e o Boeing 777-300ER. O Boeing 777-200 e Boeing 777-200ER  foram utilizados na frota da United Airlines, e, portanto, seu interior é de configuração United Airlines. Todos os assentos em todas as classes apresentam um PTV com AVOD, Classe Executiva e Primeira Classe.

## Acidentes e incidentes
- Voo Air India 101 em 24 de janeiro de 1966
- Voo Air India 855 em 1 de janeiro de 1978
- Voo Air India 182 em 23 de junho de 1985
- Voo Air India Express 1344 em 07 de agosto de 2020
- Voo Air India 171 em 12 de junho de 2025